# Mnichov
Mnichov (německy  München, bavorsky Minga, italsky Monaco di Baviera, španělsky Múnich, staroněmecky Munichen – bei den Mönchen – u mnichů) je hlavní město spolkové země Bavorsko, které leží v podhůří Alp na řece Isar a s 1,5 miliony obyvatel je to třetí největší město v Německu (po Berlíně a Hamburku).
Mnichov je sídlem bavorského zemského sněmu, bavorské zemské vlády, správním sídlem zemského okresu Mnichov, jakož i bavorského okresu a správního obvodu Horní Bavorsko (německy Obernbayern).
Je to významná průmyslová, dopravní, finanční i kulturní aglomerace s mnoha vysokými školami i kostely, je sídlem arcibiskupa a řady muzeí a galerií. Patří k nejbohatším a nejrychleji se rozvíjejícím městům v Německu.
Ve městě sídlí jeden z nejlepších fotbalových klubů Bayern Mnichov.

## Geografie
Mnichov tvoří jedno z 23 center spolkového státu Bavorska. Mezi německými velkoměsty jde o město s největší hustotou osídlení.
Nejvyšším místem města je hora Warnberg v městském okrese 19 s 579 m n. m., nejnižším bodem 482 m n. m. v severním Schwarzhölzl v městském okresu Feldmoching. Průměrná nadmořská výška města je 519  m n. m.
Městem protéká řeka Isar z jihozápadu na severovýchod s celkovou délkou 13,7 km. Na řece se nacházejí ostrůvky Museumsinsel a v bezprostřední blízkosti také Praterinsel. V Mnichově a v blízkém okolí se nachází řada menších i větších jezer, jako např. Ammersee, Wörthsee nebo Starnberské jezero. Další řekou protékající Mnichovem je Würm, která teče od Starnberského jezera. Potok Hachinger Bach protéká západem Mnichova od jihovýchodu u Perlachu k Neuperlachu na severu, Eisbach a Auer Mühlbach se oddělují od Isaru a protékají přes Zoo Mnichov, stejně jako potok Brunnbach. Městské potoky v okolí Isaru, které protékají také přes centrum, jsou většinou vedeny pod zemí nebo byly kvůli stavbě metra vysušeny. K mnichovským jezírkům patří např. Kleinhesseloher See v Anglické zahradě, jezero v Olympijském parku nebo dále na sever Lerchenauer, Fasanerie a Feldmochinger See, od sebe vzdálené jen pár stovek metrů. Na jihu poblíž levého břehu Isaru leží jezero Hinterbrühler See.

### Rozloha
Celková rozloha města činí 31 073 ha. Velikostí je Mnichov třetí největší město v Německu, po Berlíně a Hamburku. Z 310 km² připadá 44,6 % na budovy a jejich okolí, 17,2 % na dopravní strukturu, 14,6 % na zemědělskou půdu, 15,5 % na rekreační plochy, 4,4 % na lesy, 1,5 % na jezera a řeky a dalších 1,4 % na ostatní plochy (stav k 31. 12. 2023). Hranice města je dlouhá 118,9 km. Největší vzdálenost ze severu na jih činí 20,7 km a z východu na západ 26,9 km. (31. 12. 2005)

### Podnebí
Město leží na přechodu mezi vlhkým atlantickým klimatem a suchým kontinentálním klimatem, počasí ovlivňují i blízké Alpy a řeka Dunaj, která teče asi 70 km severně od města. Z toho vyplývá, že je zde počasí výrazně proměnlivé. Jižní alpský fén přináší z jihu teplé a suché vzdušné proudění, s nímž je spojen dobrý výhled na Bavorské Alpy. Zimy jsou zde chladné, ale teploty pod –20 °C jsou vzácné. Léta jsou zde poměrně teplá s teplotami 20 až 35 stupňů Celsia, což z Mnichova dělá v létě kromě regionů v údolí Rýna jednu z nejteplejších německých oblastí.

## Starosta a rada města
Starosta Mnichova je přímo volen každých šest let a je také hlavou městské rady. Mnichovská městská rada se skládá z osmdesáti městských radních a starosty. Jsou voleni také každých šest let.

## Městské symboly
Podle usnesení městské rady ze dne 27. listopadu 2002 používá město Mnichov malý městský znak a velký městský znak. Pro úřední účely se používá pouze malý městský znak.

### Malý městský znak

Malý městský znak

Popis: Na pozadí stříbrného štítu mnich s černým hábitem se zlatým lemováním, červenými botami, obličejem a rukama v tělové barvě.

### Velký městský znak

Velký městský znak

Popis: Na stříbrném podkladu otevřená červená městská brána mezi dvěma červenými věžemi s cimbuřím se střechami lemovanými klikatými pruhy ve zlaté a černé barvě, uprostřed zlatě korunovaný lev a v městské bráně stojí mnich malého městského znaku.
Takzvaný velký městský znak se již nepoužívá v úředním provozu, ale slouží výhradně k reprezentativním účelům.

### Vlajka
Barvami města Mnichov jsou barvy používané od doby vlády Ludvíka IV. Bavora, barva černá a zlatá. Vlajka města Mnichov zobrazuje tyto dvě barvy v podélných pruzích. 

### Administrativní členění
Městská část se nedělí na obvody, ale výhradně na městské části. Podle nového rozdělení v roce 1992 a 1996 byl počet obvodů zredukován ze 41 na 25.
Poslední reorganizace překlasifikace městských částí proběhla k 1. lednu 2011.
Městské části podle abecedy (v závorce číslo městské části): – stav k 31 prosinci 2023
- Allach-Untermenzing (23)
- Altstadt-Lehel (1)
- Aubing-Lochhausen-Langwied (22)
- Au-Haidhausen (5)
- Berg am Laim (14)
- Bogenhausen (13)
- Feldmoching-Hasenbergl (24)
- Hadern (20)
- Laim (25)
- Ludwigsvorstadt-Isarvorstadt (2)
- Maxvorstadt (3)
- Milbertshofen-Am Hart (11)
- Moosach (10)
- Neuhausen-Nymphenburg (9)
- Obergiesing (17)
- Pasing-Obermenzing (21)
- Ramersdorf-Perlach (16)
- Schwabing-Freimann (12)
- Schwabing-West (4)
- Schwanthalerhöhe (8)
- Sendling (6)
- Sendling-Westpark (7)
- Thalkirchen-Obersendling-Forstenried-Fürstenried-Solln (19)
- Trudering-Riem (15)
- Untergiesing-Harlaching (18)
- V okolí okrsku 22 vzniká nový městský okrsek Freiham

## Sousední oblasti
Následující města, obce a nezařazené území hraničí s městem Mnichov (pořadí uvedeno ve směru hodinových ručiček, začínající na severu):
- Zemský okres Mnichov

Oberschleißheim, Garching bei München, Ismaning, Unterföhring, Aschheim, Feldkirchen, Haar, Putzbrunn, Neubiberg, Unterhaching, Perlacher Forst, Grünwald, Pullach im Isartal, Forstenrieder Park, Gräfelfing
- Zemský okres Fürstenfeldbruck

Germering, Puchheim, Gröbenzell, Olching
- Zemský okres Dachau

Karlsfeld, Bergkirchen

## Obyvatelstvo

Vývoj počtu obyvatel v Mnichově

V prosinci 2022 dosáhl počet obyvatel Mnichova čísla 1 512,5 tis. K 31. prosinci 2015 bylo z obyvatel s hlavním bydlištěm v Mnichově 25,2 % cizinců. Podle prognózy z roku 2023 se počet obyvatel Mnichova do roku 2040 zvýší na 1,81 mil. a věkový průměr sníží na 40,7 let.

## Historie

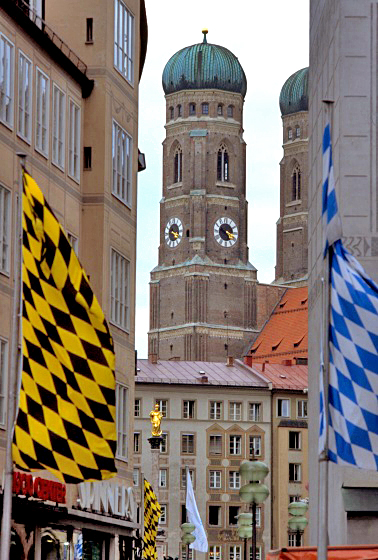
Mnichovský prapor (vlevo), bavorský prapor a Frauenkirche

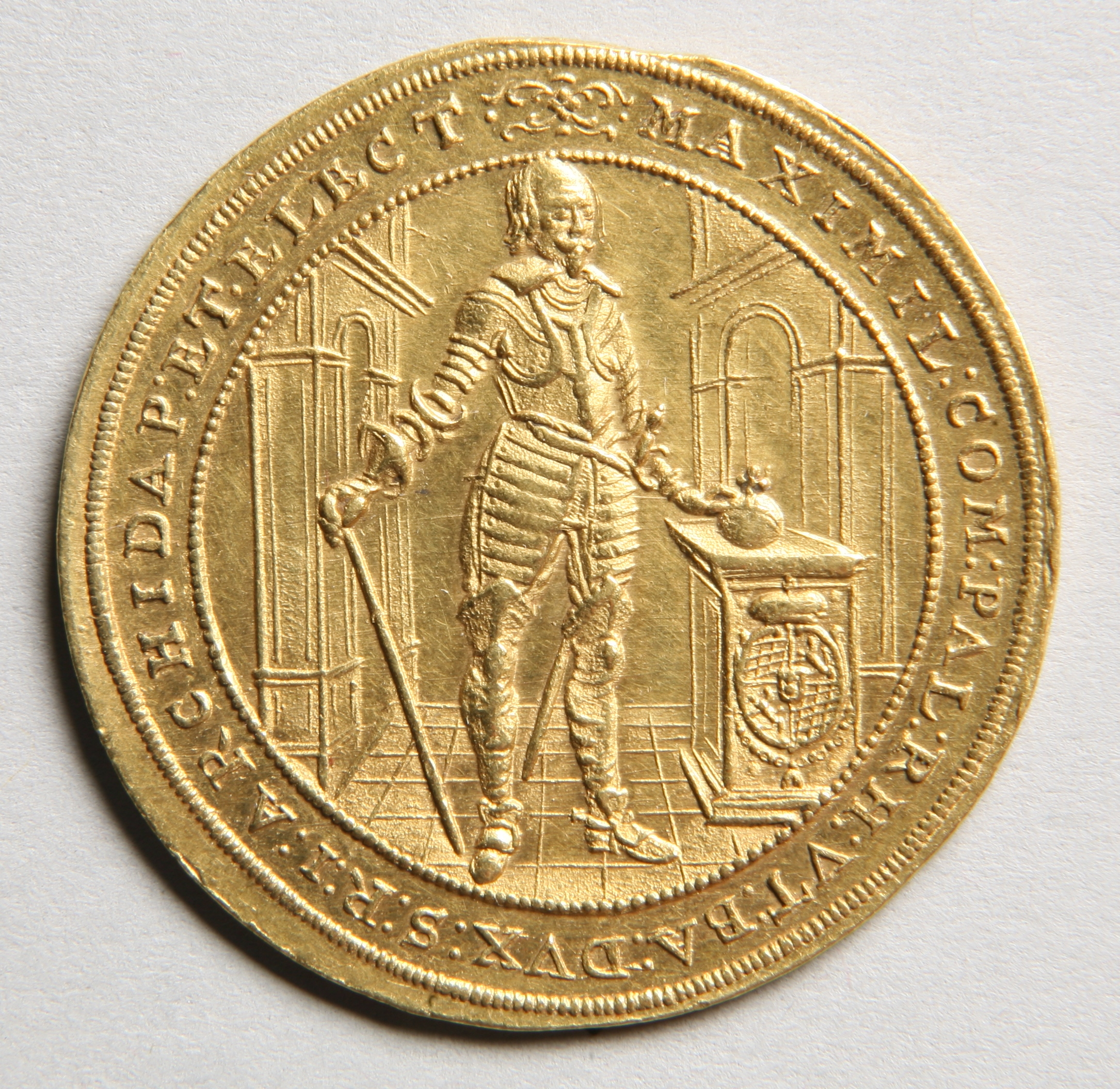
Maxmilián I.

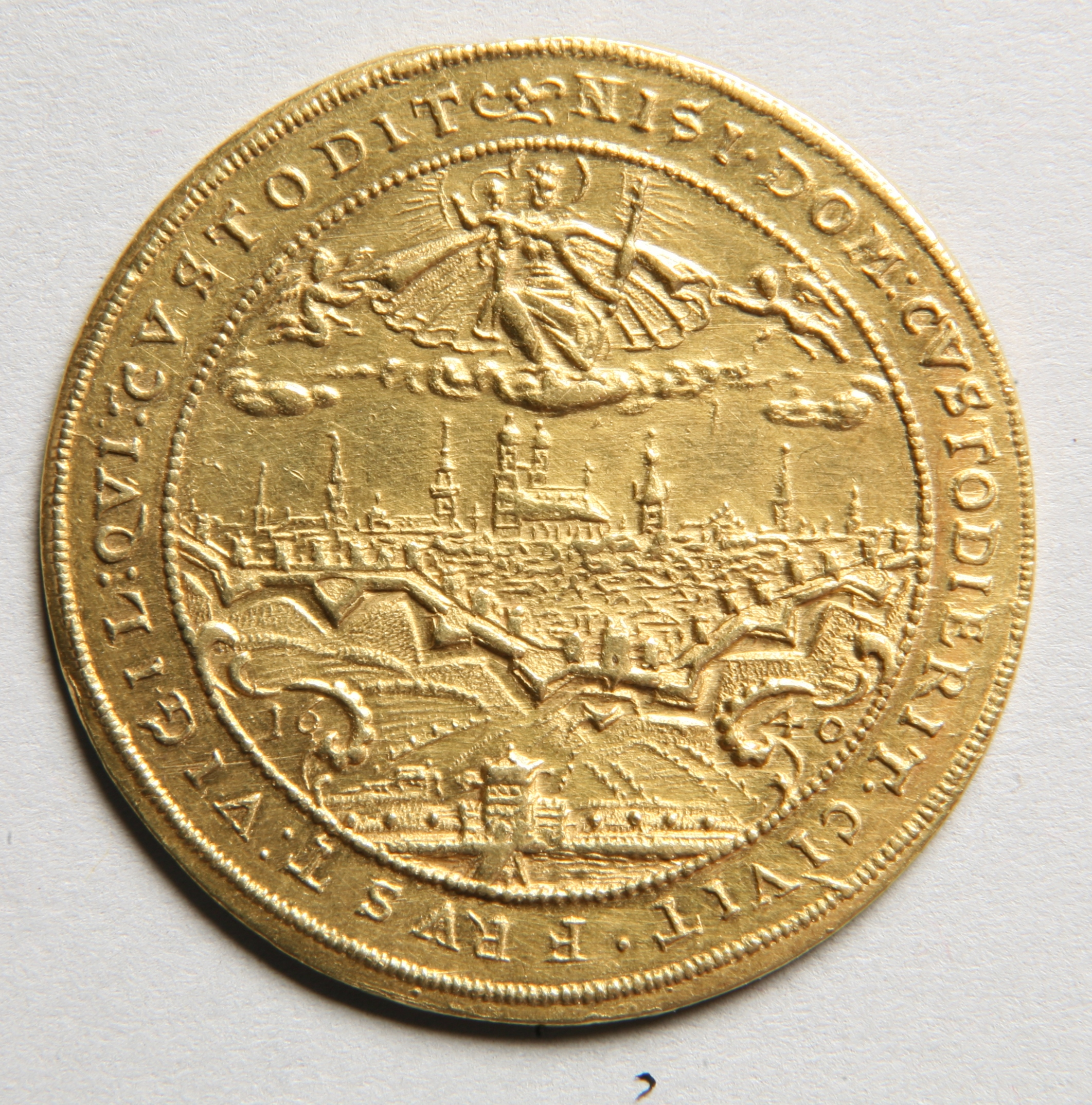
opevnění Mnichova 1640.

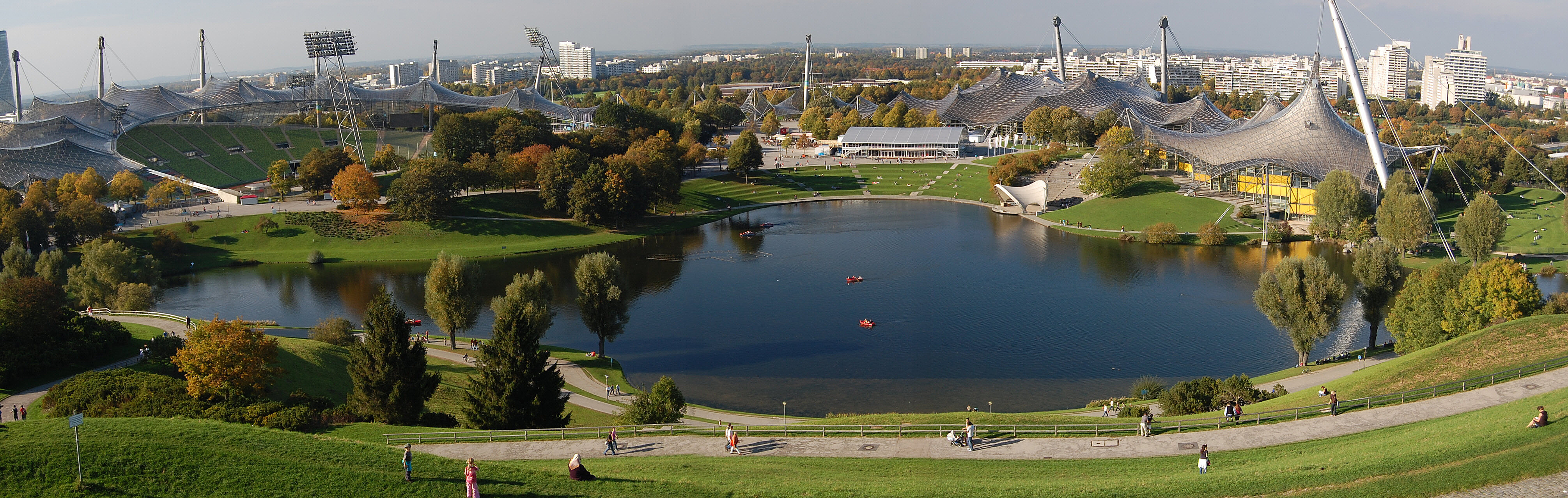
Olympijský park v Mnichově

Zárodkem Mnichova byl kostel Petersbergl, kde byla již v 8. století pobočka kláštera benediktinů v Tegernsee. První zmínka o Mnichovu jako Villa Munichen pochází z roku 1158, když bavorský a saský vévoda Jindřich Lev nechal poblíž zmíněného kláštera mnichů postavit přes řeku Isar most na místě dnešního mostu Ludwigsbrücke. Nechal však zničit severnější most biskupa z Freisingu u Oberföhringu, aby vydělal na prosperujícím obchodu se solí do Augsburku.
Roku 1180 byl Jindřich Lev dán císařem do říšské klatby a byl mu zkonfiskován majetek včetně Bavorského vévodství. Poté bylo toto říšské léno včetně Mnichova uděleno Wittelsbachům.
Díky řemeslům, obchodu a kolonizaci pustých lesů v okolí se Mnichov rychle rozrůstal a v letech 1214–1217 obdržel městská práva.
V roce 1255 došlo k rozdělení rodu Wittelsbachů na větev falckou (držela Horní a Dolní Falc, titul falckraběte a kurfiřtský hlas) a bavorskou (Bavorsko bez Horní Falce a vévodský titul). Poté přesídlili bavorští Wittelsbachové do Mnichova, kde žili až do konce první světové války. Město si vystavělo druhé hradby, původní vévodský hrad (dnes Alter Hof), začaly se tu stavět paláce, z nichž některé existují dodnes.
Roku 1314 byl vévoda Ludvík IV. Bavor zvolen římským králem a roku 1328 korunován na římského císaře. Od této doby jsou mnichovskými barvami černá a zlatá. Koncem 14. století přiměla častá povstání měšťanů vévody, aby přesídlili z dosavadního sídla do nové rezidence na severním kraji města. Kvůli hrozbě husitského vpádu bylo roku 1429 zlepšeno městské opevnění. Roku 1442 byli z města vyhoštěni Židé. V roce 1468 byl položen základní kámen ke stavbě hlavního městského kostela Panny Marie (Frauenkirche).
V období pozdní gotiky a renesance zažil Mnichov velký kulturní rozkvět. Roku 1506 po sjednocení země si Albrechtem IV. jej zvolil hlavním městem celého Bavorska. Politický vliv měšťanů tím silně poklesl, budoucnost města určovali Wittelsbachové ve spojenectví s církví. Za vlády Viléma IV. a Albrechta V. se Mnichov stal centrem renesance, manýrismu, ale také protireformace. V letech 1581–1587 byla přestavěna dvorní rezidence v zámeckém stylu a obklopena parkem. Roku 1589 založil Vilém V. dodnes fungující dvorský pivovar (Hofbräuhaus).

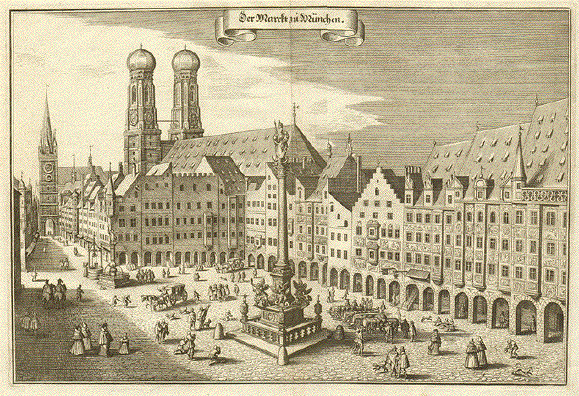
Marienplatz, Kupferstich von Matthäus Merian, asi r. 1650

Za vlády vévody Maxmiliána I. se Mnichov stal roku 1623 rezidenčním městem kurfiřta, v roce 1632 však utrpěl, když město obsadilo švédské vojsko. Aby se vyhnul zničení, musel se draze vyplatit a propustit zajatce. Nedlouho poté propukl mor a zahubil třetinu obyvatelstva. Po svém návratu Maxmilián město nákladně opevnil. Když v roce 1648 skončila třicetiletá válka, město se rychle vzpamatovalo a za vlády kurfiřta Ferdinanda Marii (1636–1679) a jeho manželky Henrietty Adelaidy Savojské se otevřelo italskému baroku, když manželé pozvali italské architekty a stavitele.
1704 byl Mnichov za války o dědictví španělské několik let pod mocí Habsburků, protože kurfiřt Maxmilián II. Emanuel se spojil s Francií. Povstání občanů bylo v Sendlingu krvavě potlačeno ve vražedné vánoční noci. Po císařské korunovaci Karla Albrechta bylo město roku 1742 opět na dva roky obsazeno Habsburky. Maxmilián III. Josef se nevěnoval velké politice tak jako jeho předchůdci ale zaměřil se spíše na vnitřní reformy. Roku 1759 byla v Mnichově založena Bavorská akademie věd. Roku 1789 založil Karel Theodor Anglickou zahradu, zpočátku jen kolem řeky Isar, později i blíž k centru přes středověké opevnění města.
Koncem 18. století nastal velký rozkvět města, ještě posílený roku 1806, když se bavorský vévoda Maxmilián IV. Josef zásluhou napoleonské Francie stal bavorským králem Maximiliánem I. Roku 1700 měl Mnichov 24 tisíc obyvatel a jejich počet se rychle zvyšoval, takže roku 1871 tu žilo již 170 tisíc obyvatel a roku 1933 840 tisíc.

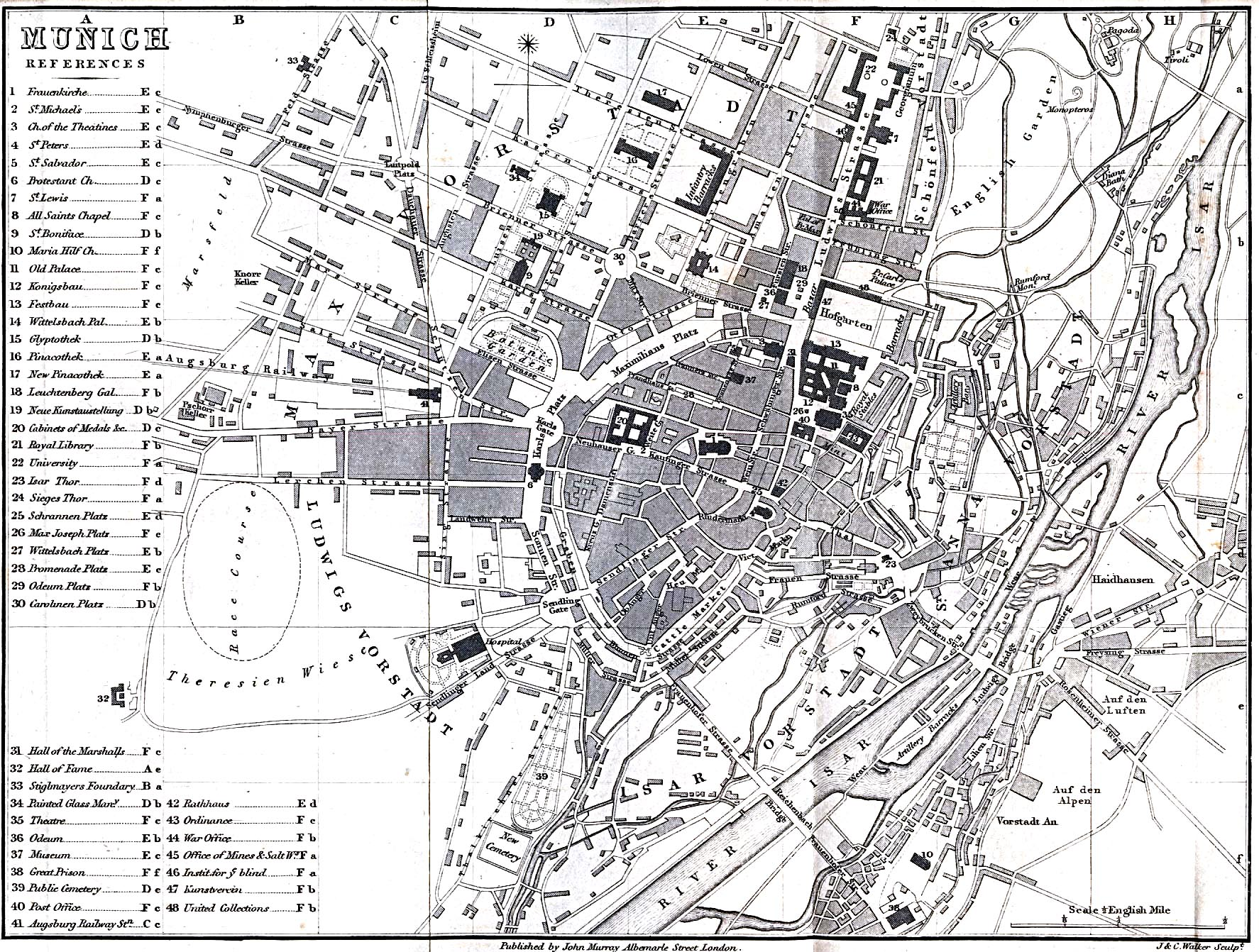
Mapa Mnichova r. 1858

Za vlády krále Ludvíka I. (1825–1848) se Mnichov stal významným evropským centrem umění a věd. Klasicistní architekti Leo von Klenze a Friedrich von Gärtner dali podobu dnešní Ludwigstraße s vítězným obloukem (Siegestor) na jedné straně a s lodžií podle florentského vzoru (Feldherrnhalle) na druhé, s univerzitním komplexem a s kulturním centrem kolem náměstí Königsplatz se stavbami ve stylu řecké antiky. Ludvíkům syn Maxmilián II. (1848–1864) podporoval především duchovní vědy, ale rád také stavěl. V novém, anglickou gotiku připomínajícím „maximiliánském“ stylu vznikla např. Maximilianstraße, dnes jedna z nejexkluzivnějších a nejdražších nákupních ulic kontinentu. Za regentské vlády jeho bratra prince Luitpolda (1886–1912) zažil Mnichov další ekonomický a kulturní rozmach. Mimo jiné vznikla např. Prinzregentenstraße a Prinzregententheater. Na přelomu století zažil rozmach Schwabing jako umělecká čtvrť, kde v této době žila řada významných spisovatelů a malířů. Roku 1896 byl založen kulturní časopis Die Jugend (mládež), který dal jméno německé secesi (Jugendstil). Roku 1911 bylo založeno umělecké sdružení Modrý jezdec (Der Blaue Reiter). Thomas Mann v povídce Gladius Dei o tomto období napsal, že „Mnichov zářil“.

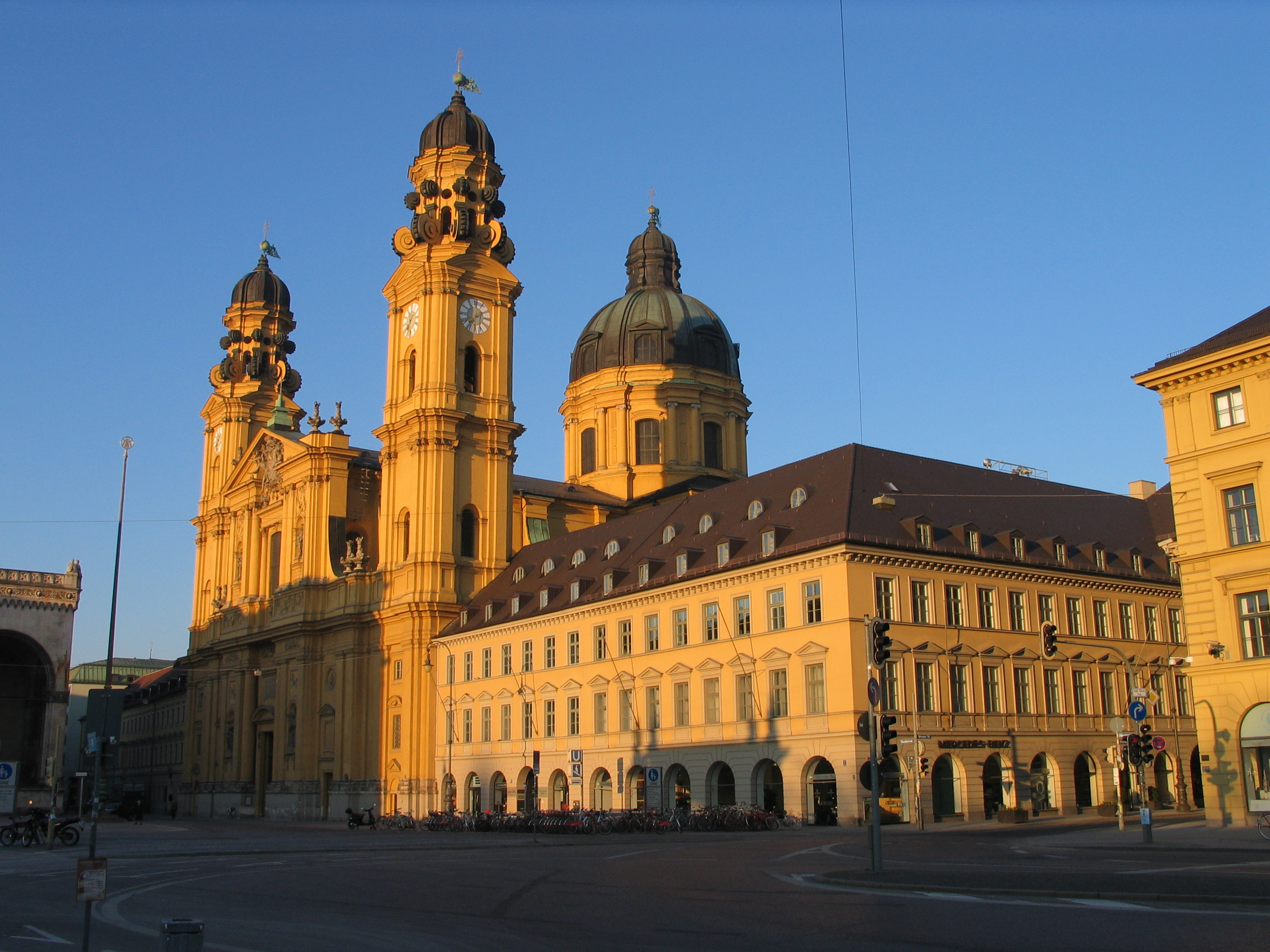
Theatinerkirche

Po první světové válce se Mnichov po epizodickém pokusu o nastolení sovětského systému (Bavorská republika rad, 13. dubna – 1. května 1919) stal baštou pravice a centrem odporu proti sociálně demokratické vládě Výmarské republiky. Pravicově orientovaná bavorská vláda nebránila růstu extrémních nacionalistických nálad ani šíření antisemitismu. Tak byl Mnichov v letech 1923–1945 hlavním městem nacionálně socialistického hnutí. Bylo zde hlavní Hitlerovo sídlo, tzv. Hnědý dům, ve kterém vůdce bydlel od roku 1930. V jeho blízkosti bylo náměstí Königsplatz se stavbami ve stylu řecké antiky upraveno na místo kultovních shromáždění NSDAP. 8.–9. listopadu 1923 se NSDAP, vedená Adolfem Hitlerem pokusila o tzv. pivní puč, jehož cílem bylo získat moc v Bavorsku a následně svrhnout berlínskou vládu. Puč skončil neúspěchem, manifestační pochod pučistů byl zastaven kordonem policistů na náměstí Odeonplatz. O patnáct let později, během Hitlerova projevu na památku puče v Měšťanském pivovaru, se osamělý atentátník Georg Elser pokusil zabít Hitlera bombou.
9. listopadu 1938 organizovala NSDAP z Mnichova celoněmecký pogrom na Židy, tzv. Křišťálovou noc, při němž bylo po celém Německu zničeno přes 1000 synagog a vyrabováno přes 7000 židovských obchodů. Mnichovský pochod vyšel od Mariánského sloupu a dovolával se jeho symboliky v boji s herezí.[zdroj?] Na okraji náměstí Königsplatz byly postaveny dva památníky, které měly připomínat padlé pučisty z roku 1923, a dvě mohutné budovy, tzv. Führerbau (dnes vysoká hudební a divadelní škola), kde došlo v roce 1938 k podpisu mnichovské dohody, a Verwaltungsgebäude, centrála strany (dnes sochařské sbírky). NSDAP skoupila mnoho budov v okolí a umístila sem další stranické orgány. Plánována byla další mohutná výstavba hlavního nádraží, kinopaláce a pivního domu. Dříve než byla výstavba zahájena, vypukla druhá světová válka, během níž došlo ke značnému poškození města.

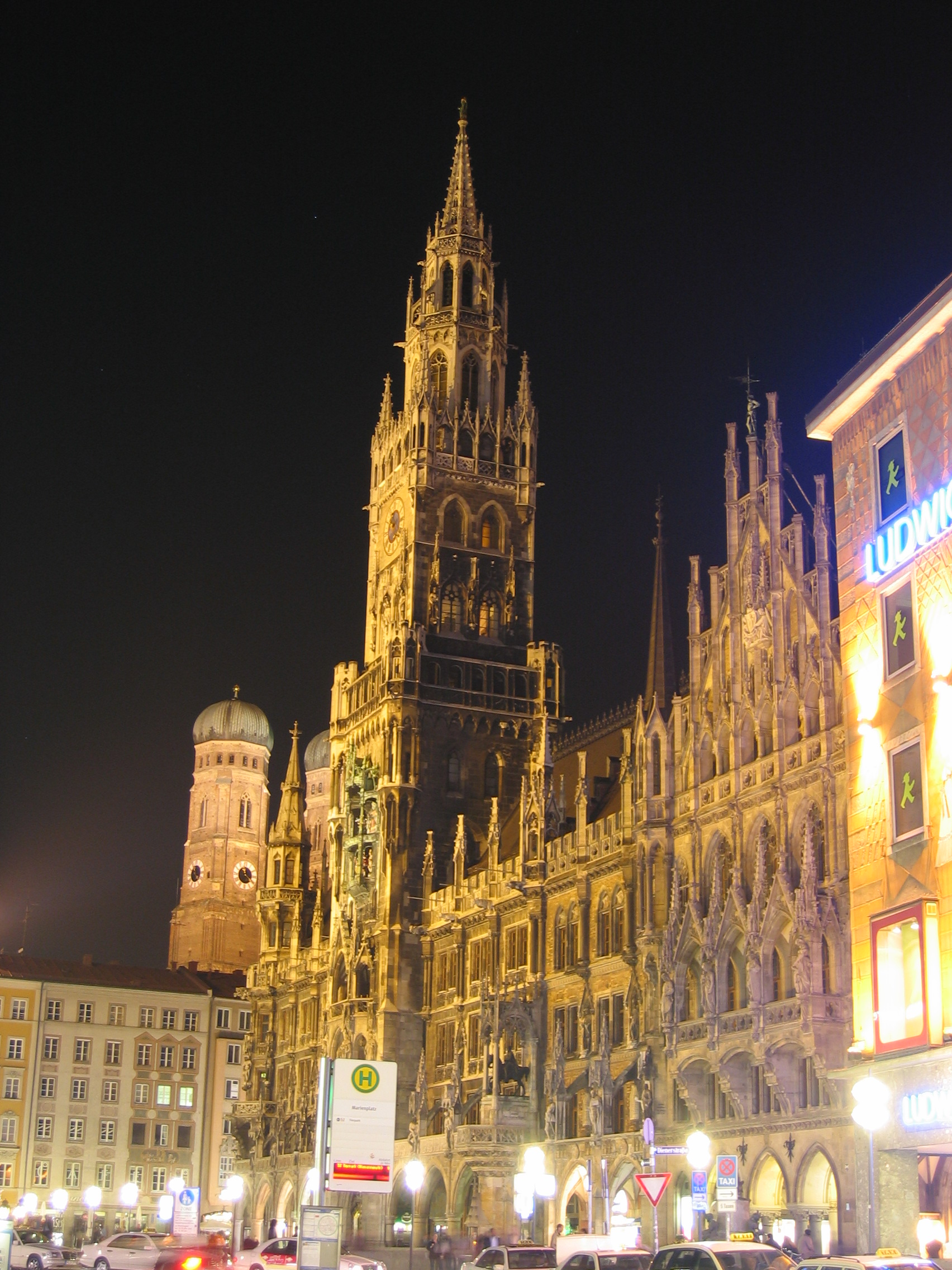
Radnice v noci

Americké jednotky, které obsadily Mnichov, nechaly po válce strhnout oba památníky a z Hnědého domu zůstaly pouze trosky. Rozhodnutí, co bude se dvěma dalšími budovami, trvalo několik let, ale protože v Mnichově nebylo mnoho zachovalých staveb, bylo nakonec rozhodnuto, že nebudou zbourány. Dnes slouží jedna z nich vysoké hudební a divadelní škole, ve druhé byly umístěny umělecké sbírky.
V roce 1972 se v Mnichově konaly Dvacáté letní olympijské hry. Při nich skupina palestinských teroristů unesla a zavraždila jedenáct izraelských sportovců (Mnichovský masakr). Olympijský park 4 km severně od centra podle návrhu architektů Freie Otta a Güntera Behnische je světovým architektonickým unikátem. Střechy ze 7 mm silného plexiskla pokrývají téměř 75 000 m². Nesou je až 80 m vysoké stožáry a ocelová lana o celkové délce 410 km. Celkový náklad dosáhl téměř 200 milionů marek, tedy třináctinásobek původního předpokladu. Poblíž stojí 291 metrů vysoká Olympijská věž s televizní anténou a vyhlídkovým ochozem, která je nejvyšší stavbou ve městě a druhou nejvyšší v Bavorsku. Kvůli hrám byl na severním okraji města vybudován i nový veslařský kanál.
V roce 1992 bylo otevřeno nové letiště Franz Josef Strauß, staré letiště Mnichov-Riem bylo zavřeno a na jeho místě vznikly veletrhy zvané Messestadt Riem. Tyto trhy byly hojně navštěvované v roce 2005, kdy se zde konal spolkový zahradní veletrh (BUGA 2005).
Zejména po přelomu tisíciletí byly v Mnichově postaveny četné výškové budovy. Například 146 metrů vysoká budova Hochhaus Uptown München, dále Hightlight Towers obě dostavěné v roce 2004, výšková budova Süddeutscher Verlag (2007) a Skyline Tower (2010). Od referenda v roce 2004, kdy se většina občanů vyslovila proti výstavbě vyšších budov než 100 metrů, nebyla v bavorské metropoli postavena žádná výšková budova přesahující tyto parametry.
V roce 2017 začala společnost BMW Group rozšiřovat své výzkumné a inovační centrum FIZ na severu Mnichova.

### Zajímavost
Mnichov, se v roce 2003 rozhodl, že jako první německé město, začne používat svůj informační systém měnit na open-source aplikaci Linux a jiný svobodný software. Byla dokonce vyvinuta vlastní linuxová distribuce nazvaná LiMux (Linux in Munich). Migrace na tento systém probíhala v letech 2006 – 2008. V roce 2017 městské zastupitelstvo odhlasovalo návrat k používání operačního systému Windows.

## Památky
Středem historického města je Mariánské náměstí (Marienplatz) s nejstarším mariánským sloupem v Evropě, se starou a novou radnicí. Zde se křižují linky podzemní a příměstské dráhy. Zbytky někdejšího městského opevnění tvoří tři brány středověkého původu, druhotně dostavěné (Karlstor, Sendlinger Tor, Isartor). Centrem středověkého města byl Starý dvůr.
- Starý dvůr (Alter Hof), původně nazývaný Stará tvrz (Alte Veste) je v suterénech a v jádře zdiva dochované středověké sídlo rodu Wittelsbachů, založené roku 1253 a přestavěné roku 1319 římským císařem Ludvíkem Bavorem. Kaple musela roku 1815 ustoupit novostavbám, stejně jako další prostory, poslední stavební úpravy proběhly počátkem 21. století. Dvůr je průchozí, ale kromě informačního centra nejsou interiéry přístupné. Budova slouží komerčním účelům.
- Kostel Panny Marie (Frauenkirche), mohutná pozdně gotická trojlodní hala z 15. století se dvěma věžemi v průčelí, stojí severozápadně od Mariánského náměstí a tvoří charakteristickou siluetu města. Metropolitní chrám, významné jsou gotické sklomalby v některých oknech, gotické chórové lavice řezal v letech 1492–1503 Erasmus Grasser. V rodové kryptě Wittelsbachů v chóru pod prostou náhrobní deskou jsou pohřbeni členové rodiny a panovníci počínaje římským císařem Ludvíkem Bavorem (jehož mauzoleum s mramorovým katafalkem a bronzovými figurami z let 1619–1622 se nachází při jižním vchodu do chrámu), a konče Albrechtem V. (+1579) a jeho ženou Annou Habsburskou (+1590). Do počtu 46 hrobů dále patří 4 arcibiskupové a Vartemberkové.
- Mariánský sloup (Mariensäule) zbudovaný roku 1638, je kamenný, na vrcholu má bronzovou pozlacenou sochu stojící Panny Marie Immaculaty, patronky Bavorska (Maria Patrona Bavariae), na soklu ji doprovázejí bronzové figury čtyř archandělů v boji s personifikovaným zlem (drak, ďábel, lev a kohout); sousoší bylo obnoveno roku 1970, na soklu jsou pozdější pamětní desky z návštěv papežů Jana Pavla II. a Benedikta XIV.
- Kostel Sv. Petra (Sankt Peterskirche) je trojlodní bazilika s věží v západním průčelí, stojí na stejnojmenném náměstí na místě nejstarší mnichovské chrámové stavby ze 7.(?) století (jejíž základy odhalil archeologický výzkum v 50. letech 20. století). Původně románská stavba z poloviny 12. století byla v barokní době zásadně přestavěna. Z gotických památek se dochovaly pískovcový Schrenkův oltář v postranní kapli (za mříží) a v presbyteriu tři deskové obrazy ze života sv. Petral. Poutním obrazem je na oltáři pasovská Panna Maria Pomocná (Maria Hilf).
- Kostel svatého Ducha (Heilig Geistkirche) na náměstí Viktualienmarkt je vrcholně gotická trojlodní hala ze 14.–15. století, zbudovaná Řádem Křižovníků Strážců Božího hrobu při jejich starším špitálu. V baroku byl chrám přestavěn, trojosé průčelí je teprve neobarokní z 19. století. Interiér je vyzdoben nástropními a nástěnnými malbami bratří Asamů v rokokovém stylu (po náletu z roku 1944 byly z větší části rekonstruovány).
- Kostel Nejsvětější Trojice (Dreifaltigkeitskirche) je barokní stavba z roku 1718 podle plánů italského architekta G. A. Viscardiho.
- Jezuitský kostel svatého Michaela (Michaelskirche), barokní stavba s renesančním průčelím z roku 1597, s cennými barokními freskami, štukaturami a oltářními obrazy; na severní straně přiléhá budova bývalé jezuitské koleje.
- Asamkirche, kostel sv. Jana Nepomuckého je barokní stavba z roku 1748 s bohatou výzdobou od bratří Asamů, kteří ji zbudovali vlastním nákladem a vlastními silami jako řadovou stavbu spojenou s jejich domem soukromou oratoří.
- Královská rezidence severně od Mariánského náměstí je rozsáhlý komplex budov, dvorů a parků. Vznikal postupně od 14. století, základové zdivo komplexu staveb navrhl Jacopo Strada a postavili Wilhelm Egkl a Fiedrich Sustris v letech 1581–1600 v renesančním stylu. Obě zámecké kaple jsou renesanční (1. patrová dvorní kaple, 2. privátní tzv. Bohatá kaple Reiche Kapelle je unikátní manýristický interiér s bohatou výzdobou (Gesamtkunstwerk se stěnami obkládanými drahokamy, zdobenými štuky a freskami, s kabinety a relikviáři). Ostatní stavby jsou převážně barokní a klasicistní. Uvnitř se dochovaly velké sbírky uměleckého řemesla, zejména nábytku, tapisérií, stříbra, porcelánu a keramiky, galerie římských císařů obsahuje na tři desítky antických portrétních bust císařů, na stěnách malované výjevy jejich slavných činů a jejich hesla či citáty.
  - Severně od rezidence je situován velký zámecký park Hofgarten, geometrický osově a středově symetrický rozvrh cest a výsadby parku je ve francouzském stylu.
- Kostel sv. Kajetána (Theatinerkirche), barokní dvorní kostel původně řádu theatinů na témže náměstí, dnes ve správě dominikánů; založil jej kurfiřt Ferdinand Maria Bavorský s manželkou Jindřiškou Adelaidou Savojskou u příležitosti narození prvorozeného syna. Navrhl jej architekt Agostino Barelli z Bologni, jako repliku svého chrámu San Andrea della Valle v Římě. Dodnes největší kostel v Mnichově vznikal po tři generace. Stavbu dokončil po roce 1750 vnuk fundátora, kurfiřt Max III. Josef. K významným oltářním obrazům zde patří Svatý Kajetán pomáhá při morové epidemii v Neapoli od malíře Joachima Sandrarta a Snímání z kříže, dílo Tintorettovy školy. Dále je zde uctívána soška Loretánské madony.
  - Krypta Wittelsbachů, bavorských panovníků, následníků trůnu a členů rodiny savojských vévodů (pod presbytářem): pohřbeni jsou zde mj. římský císař Karel VII. Albrecht (1697–1745) a jeho žena, císařovna Marie Amálie, nebo bavorský král Max I. Josef.
- Barokní zámek Nymphenburg – zde roku 1747 založena královská porcelánka
- Bürgersaal (Sál měšťanů) – patrová budova s rokokovým sálem oratoře a suterénní kaplí, sídlo mužského náboženského bratrstva měšťanů.

### Klasicismus
- Feldherrnhalle (Hala vojevůdců) na jižním konci Ludwigstrasse naproti rezidenci je lodžie podle italského vzoru z let 1841–1844, postavená králem Ludvíkem I. jako pocta bavorským generálům. Roku 1923 zde přestřelkou skončil nezdařený Hitlerův puč.
- Okolo Königsplatz severozápadně od historického centra stojí při okružní třídě řada antikizujících staveb z 19. století, v nichž jsou mnichovská muzea a galerie.
- Budova Národního divadla (Nationaltheater, původně Hofheater nebo Dvorní opera (Oper, též název stanice metra) – klasicistní stavba z roku 1811 postavená jihovýchodně od rezidence, 1823 vyhořela, 1825 ji rekonstruoval a pozměnil architekt Leo von Klenze
- Stará mincovna (Alte Münze), k budově mincovny založené roku 1465 a zbudované v renesančním slohu v 60. letech 16. století připojil roku 1806 západní klasicistní průčelí s novými prostorami architekt Andreas Gärtner, úpravy pocházejí z roku 1858.

### Moderní architektura
- Olympijský stadion severně od centra je pozoruhodná architektura stanové konstrukce z roku 1972.
- Allianz Arena dále na sever, fotbalový stadion pro 71 tisíc diváků, domovský stadion obou nejznámějších mnichovských klubů, FC Bayern Mnichov a TSV 1860 München.
- Sídlo BMW je 101 metrů vysoká budova sídlo automobilky BMW.
- Olympiaturm je 162 metrů vysoká televizní věž tyčící se nad Olympijským areálem.
- Riemer Park, známý také jako krajinářský park Riem je 210 hektarů velký park na výstavišti Riem na místě bývalého letiště Mnichov-Riem.

## Muzea a galerie
- Deutsches Museum na ostrově v řece Isar, rozsáhlé technické muzeum z roku 1925
- Bavorské národní muzeum – umění od středověku do 19. století
- Státní archeologické muzeum (Staatliche Archäologische Sammlungen) (od pravěku)
- Stará Pinakotéka – obrazárna starého umění
- Nová Pinakotéka – obrazárna nového umění
- Glyptotéka – sochařská sbírka, Lapidárium
- Muzeum hraček (Spielzeugmuseum) – slavná sbírka, kterou po roce 1968 založil český emigrant, karikaturista Ivan Steiger
- Národopisné muzeum (Völkerkunde Museum)
- Mineralogické muzeum (Museum Reich der Kristalle)
- Muzeum myslivosti a rybářství 'Deutsche Jagd- und Fischereimuseum)
- Městská galerie v Lenbachově domě (Städtische Galerie im Lenbachhaus) – mnichovské malířství 19. století
- Haus der Kunst /Kunsthalle – sbírka moderního umění, otevřená 363 dnů v roce
- Kurfiřtská rezidence a pokladnice ( Residenz und Schatzkammer) – obrovský komplex reprezentačních i obytných prostor rodin kurfiřtů a králů s uměleckými sbírkami 16.–19. století, obsahuje mj. cenné barokní gobelíny, obrazy včetně rodové portrétní galerie, sbírku nábytku, stolního stříbra a porcelánu. Zahrnuje dva prohlídkové okruhy; pokladnice Wittelsbachů a bavorských králů vystavuje chrámové i světské klenoty včetně korunovačních insignií ze 12.–19. století
- Městské muzeum (Städtisches Museum) – objekt bývalého kostela sv. Jakuba; velká sbírka loutek a kuriozit z cirkusů a varieté se zvukovými a pohyblivými exponáty; expozice dějin NSDAP, časové výstavy
  - Svatojakubské náměstí (Jakobsplatz) je východištěm poutníků pro Svatojakubskou cestu do Compostely.

## Hospodářství a infrastruktura

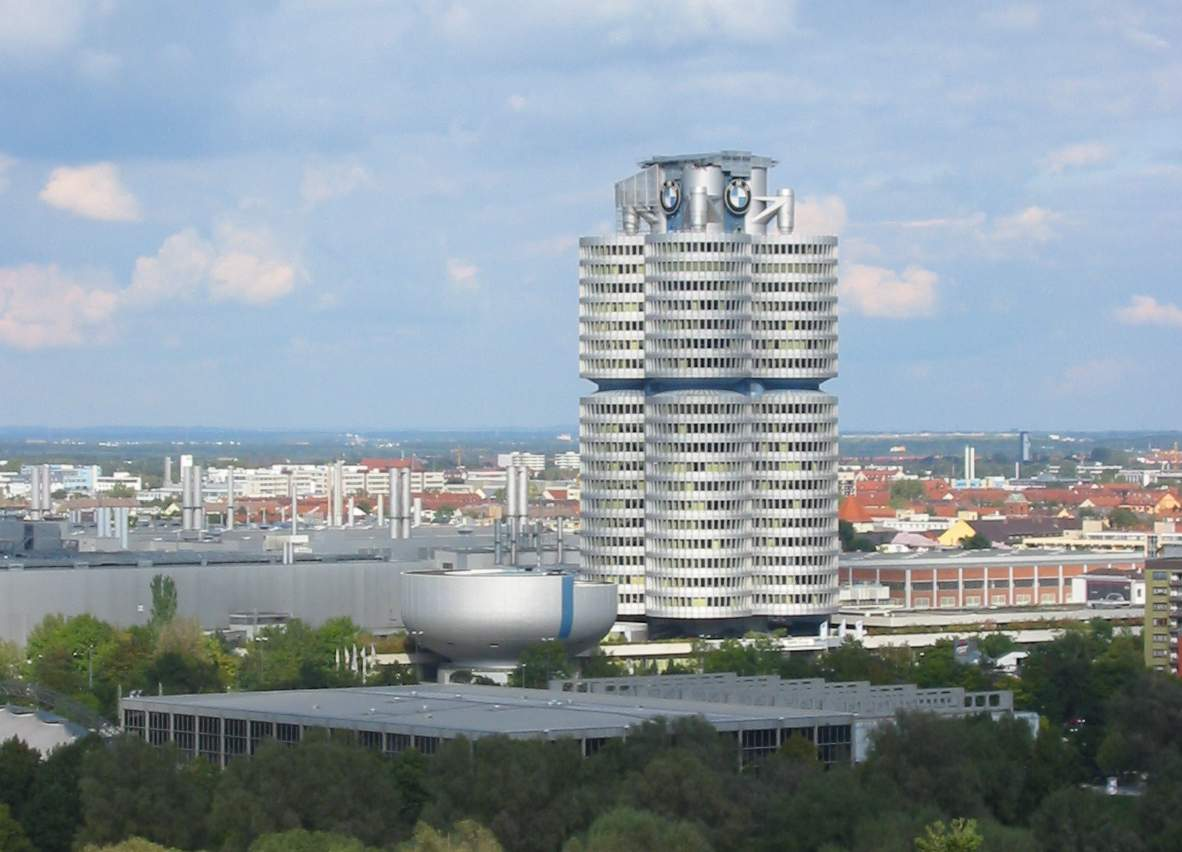
Budova sídla BMW

### Doprava
Letiště Mnichov leží asi 30 km severovýchodně od města, s nímž je spojeno dálnicí a příměstskou dráhou. Je to druhé největší letiště v Německu a sedmé největší v Evropě s přibližně 48 miliony odbavenými cestujícími v roce 2019.
Dálková železniční doprava se soustřeďuje na Hlavním nádraží, odkud jezdí příměstské, regionální i dálkové expresní spoje do mnoha evropských měst, včetně spojů TGV do Paříže. Kromě toho má Mnichov řadu dalších nádraží pro dálkovou i místní dopravu osob.
Na dálniční okruh kolem města (A99) navazuje celkem 6 dálnic všemi směry. Pro dálkovou autobusovou dopravu se roku 2009 otevřelo nové autobusové nádraží (ZOB) v blízkosti Hlavního nádraží. Od 1. února 2023 platí zákaz vjezdu pro všechna naftová vozidla s emisní třídou Euro 4 nebo nižší do označené nízko emisní ekologické zóny v centru města zřízeného 1. října 2008, protože došlo k překročení limitu stanoveného Evropskou unií pro oxid dusičitý. Střední dálniční obchvat, je navíc také zařazen do nízko emisní ekologické zóny.
Příměstskou dopravu zajišťuje osm linek S-Bahn, které projíždějí centrem města v jednom společném tunelu, kde se scházejí. Městská doprava zahrnuje osm linek podzemní dráhy (U-Bahn) v celkové délce 95 km (z toho 88 km v podzemí), dvanáct tramvajových linek a přes 70 autobusových linek. Autobusové linky většinou provozují soukromé firmy, v celé síti ale platí společný tarif s možností libovolných přestupů.
Velmi důležitou roli hrají v Mnichově jízdní kola, kterým slouží hustá síť chodníků a cest o celkové délce 1200 km. Po městě je 25 tisíc stojanů na kola a na zastávkách městské dopravy dalších 50 tisíc. Na kole se odehrává téměř 20 % osobní dopravy po městě.

### Průmysl a služby
V Mnichově sídlí ústředí mnoha velkých průmyslových podniků, bank a pojišťoven, které sem zčásti přesídlily z rozděleného Berlína. Mezi největší patří automobilky BMW a MAN, koncern Siemens, Linde AG a pojišťovny Allianz SE a Münchener Rückversicherung. Je zde velké množství informatických firem (IT) a vůbec high-tech, například biotechnologie.

### Média
V Mnichově sídlí Bayerischer Rundfunk, programové ředitelství ARD Das Erste a regionálního studia ZDF Bavaria. Dále je zde velké množství soukromých televizních a rozhlasových stanic. Mezi nejznámější rádia patří např. Bayern 3, Antenne Bayern, Energy, Charivari a Gong.
Mnichov je díky asi 250 vydavatelstvím důležité mediální centrum. Známé jsou např. Burda Verlag, Süddeutscher Verlag, IDG. Díky desítkám vydavatelství dosahuje světového ohlasu[zdroj?]. Dále sem patří např. Deutscher Taschenbuch Verlag, Langenscheidt Verlag, Bonnier, Verlag C. H. Beck, Carl Hanser Verlag, Droemer Knaur, Elsevier, Gräfe und Unzer Verlag, Oldenbourg Verlag, Piper Verlag, Prestel Verlag, Random House Verlagsgruppe.
Mezi nejznámější mnichovské noviny patří Süddeutsche Zeitung (SZ), Münchner Merkur, Abendzeitung (AZ) a Tageszeitung (TZ).
Deutsche Journalistenschule vzdělává novináře pro všechna média.

## Vzdělání a věda

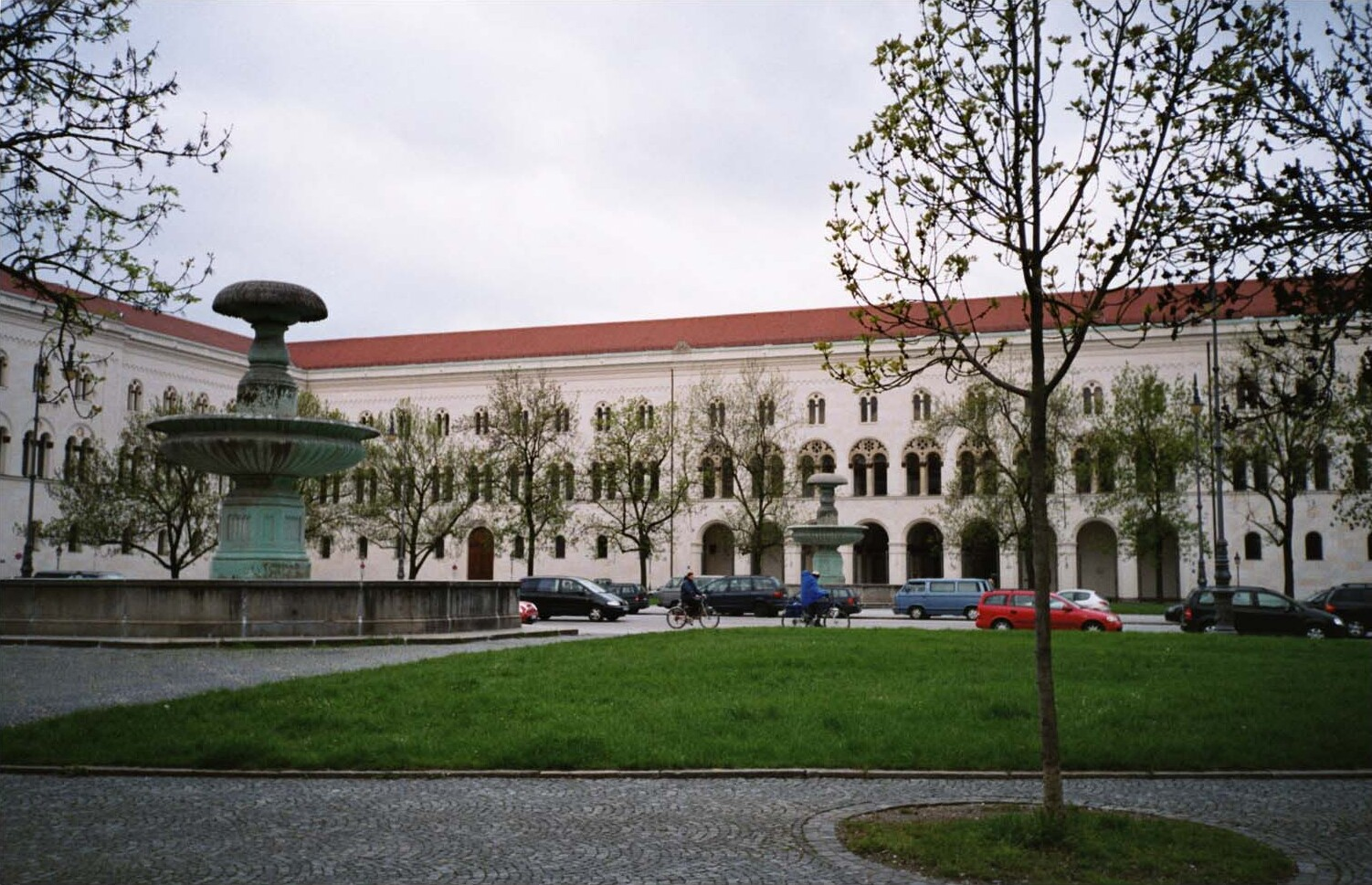
Univerzita Mnichov

### Univerzity a vyšší odborné školy
- Univerzita Ludvíka a Maxmiliána Mnichov (LMU); založena 1472 v Ingolstadtu, 1802 přeložena do Landshutu a odtud r. 1826 do Mnichova, jedna z pěti německých elitních univerzit.
- Technická univerzita Mnichov (TUM); založena r. 1868 jako Polytechnická škola v Mnichově, 1872 rozšířena o zemědělské oddělení, 1930 byla k ní připojena Vysoká škola zemědělská a pivovarní. Od r. 1970 byla pojmenována Technická univerzita. Patří také mezi pět elitních univerzit v Německu.
- Vysoká škola politická. Založena v r. 1950. Po 9. semestru nabízí stejné zakončení jako na LMU, tedy akademický titul Diplomaticus scientiae politicae Universitatis (Dipl.sc.pol.Univ.).
- Vysoká škola vojenská Mnichov; je sice pojmenována po Mnichovu, její sídlo se ale nachází v Neubibergu; byla založena r. 1973 jako vzdělávací místo pro důstojníky a kandidáty na tuto hodnost v armádě. Proto zde mohou obvykle studovat pouze němečtí vojáci.
- Akademie výtvarných umění Mnichov; založená r. 1808 jako Královská akademie umění, r. 1946 byla spojena s Umělecko-průmyslovou školou a s Akademií užitých umění. V r. 1953 byla pojmenována Umělecká akademie Mnichov.
- Vysoká škola divadelní a hudební Mnichov; založena r. 1830 jako pěvecká škola, r. 1867 byla na podnět Richarda Wagnera převedena na Královskou-bavorskou hudební školu, která byla dále r. 1892 povýšena na Státní akademii hudebního umění. R. 1924 obdržela název Vysoká škola hudební Mnichov, r. 1946 byla znovu otevřena. Od r. 1998 byla pojmenována Vysoká škola divadelní a hudební Mnichov.
- Vysoká škola pro televizi a film Mnichov; založena r. 1966 jako státní zřízení pro vzdělávání redaktorů, režisérů a scenáristů.
- Vysoká škola filozofická Mnichov; založena r. 1925 v Pullachu, zde ještě tentýž rok obdržela uznání jako Vysoká škola pro vzdělávání kněží. R. 1932 byla povýšena na Filozofickou fakultu kanonického práva, r. 1971 byla přestěhována do Mnichova. Zřizovatelem této vysoké školy je Řád jezuitů.
- Vysoká odborná škola Mnichov (FHM); založena r. 1971 sloučením sedmi inženýrských a vyšších odborných škol.
- Vysoká škola ekonomická a manažerská; soukromá, státně uznávaná Vyšší odborná škola s celostátními studijními centry.
- Katolická a nadační škola Mnichov; založena r. 1971 ze čtyř vyšších škol sociálních a pedagogických. Zřizovatelem je katolická církev, která má taky další oddělení v Benediktbeuern.
- Podnikatelská škola Mnichov – soukromá, státně uznaná vyšší odborná škola
- Ukrajinská svobodná univerzita Mnichov (UFU) privátní exilová univerzita, jejíž sídlo se dříve nacházelo dříve ve Vídni a v Praze.
- Evropská vysoká škola podnikatelská (EBC) je soukromá, státně ale neuznaná Vyšší odborná škola pro studium ekonomie (BWL).
- AKAD – soukromá, státně uznaná vysoká škola

### Akademie
- Bavorská akademie pro vědu
- Bavorská akademie pro reklamu a marketing (BAW), založena r. 1949
- Bavorská administrativní škola (BVS) a BVS – Vzdělávací centrum Mnichov
- Odborná akademie pro oční vědu (Munich College of Optometry), Vyšší státní odborná škola oční

### Instituty
- Společnost Maxe Plancka
  - Ústřední správa

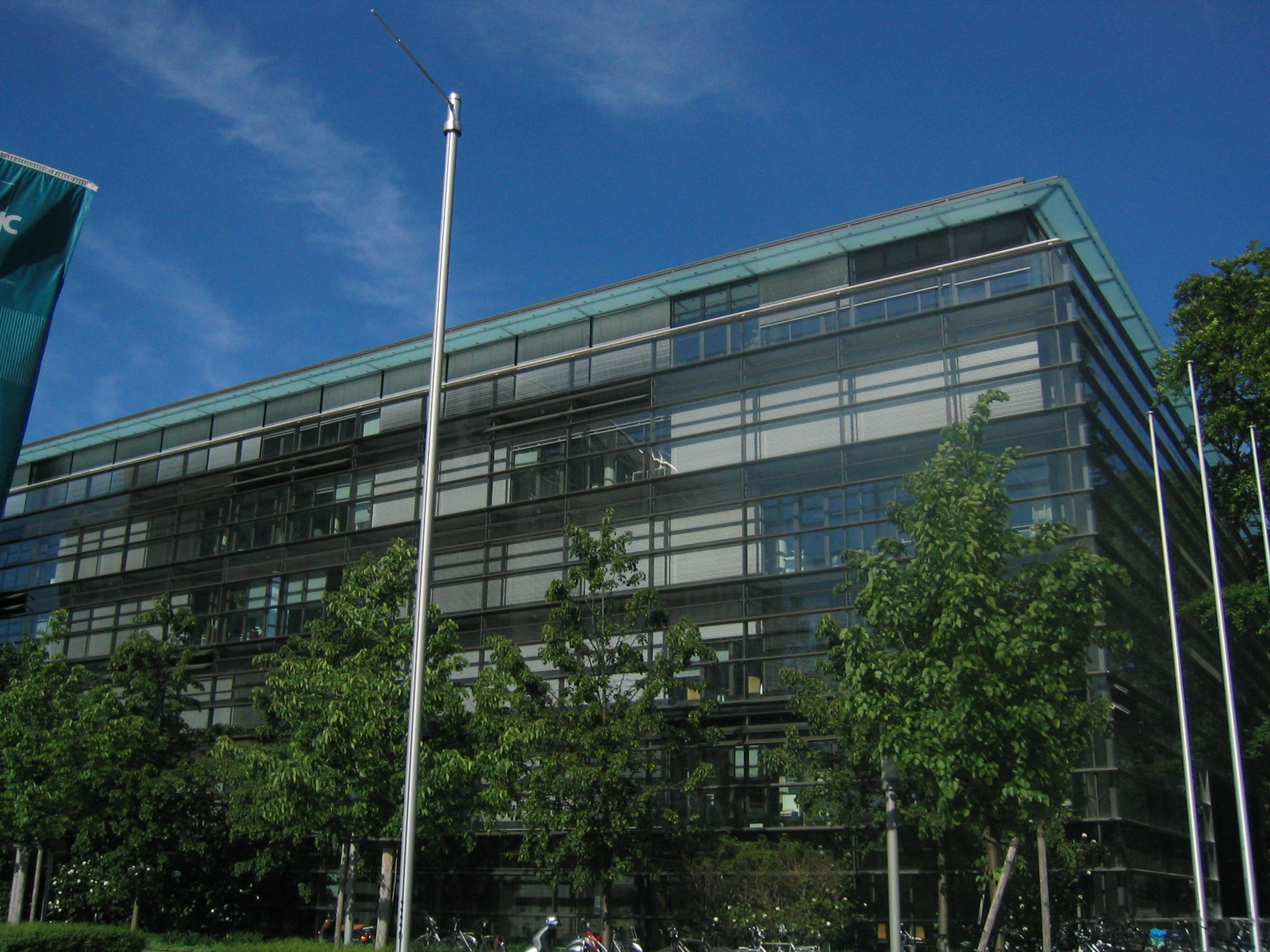
MPG Zentralverwaltung

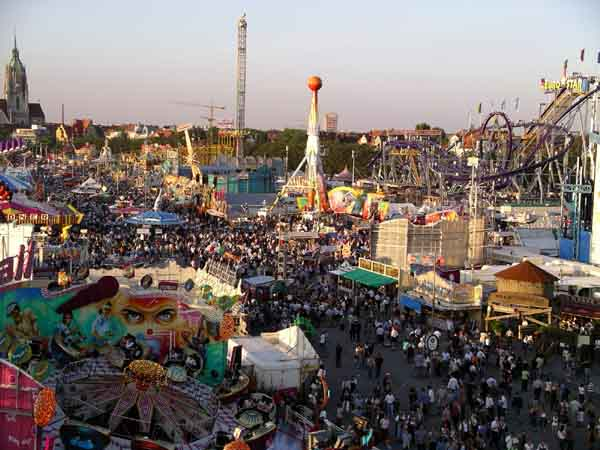
Oktoberfest

  - Institut pro zahraniční a mezinárodní sociální právo
  - Institut duševního vlastnictví, soutěžního práva a daňového práva
  - Institut neurofyziologie (Kognitionswissenschaft) (další sídlo v Lipsku)
  - Institut fyziky (Werner-Heisenberg-Institut)
  - Institut psychiatrie
  - Institut psychologie
- Fraunhofer institut
  - Patentstelle für die Deutsche Forschung (PST)
  - Systeme der Kommunikationstechnik (ESK)
- Institut für Rundfunktechnik (IRT)
- Institut für Sozialwissenschaftliche Forschung (ISF München)
- Deutsches Jugendinstitut (DJI)
- Goethe-Institut
- Spanisches Kulturinstitut Instituto Cervantes
- Französisches Kulturinstitut Institut français de Munich
- Britisches Kulturinstitut British Council
- Italienisches Kulturinstitut Istituto Italiano di Cultura
- Sprachen & Dolmetscher Institut München

## Kultura

### Kuchyně
Nejznámější Mnichovskou specialitou je Weisswurst (bílá klobása), která se jí k snídani spolu s preclíky. Klobása je vařena ve vodě a poté se z ní oloupe slupka a namáčí se ve sladké hořčici. Dalším místním jídlem je Leberkässemmeln (sekaná v housce). Ty nejlevnější lze koupit v supermarketech, kde bývají u pultu s masem. Cena jednoho Leberkässemmeln je okolo 1,5 €.
Mnichov je mezinárodní město, proto se zde nachází kuchyně z celého světa, např. pákistánská, vietnamská, čínská, korejská či japonská.
To, čím je Mnichov známý, jsou ale piva. Přímo v Mnichově je 6 velkých pivovarů: Augustiner, Hacker-Pschorr, Hofbräu, Löwenbräu, Paulaner, Spaten-Franziskaner. Kromě těchto šesti lze nalézt ve městě i piva menších pivovarů nacházející se v okolních vesnicích. V Mnichovských restauracích často bývají na výběr 3 druhy piv: Helles (světlé, sladké a lehké pivo), Dunkles (černé pivo) a Weissbier (pšeničné pivo). Existuje také název Mnichovské pivo (německy: Münchner Bier), což je zeměpisná ochranná známka pro pivo uvařené přímo v Mnichově. Příležitost ochutnat mnoho piv je během největší události ve městě, Oktoberfestu.

## Sport
V Mnichově se roku 1972 konaly olympijské hry. V srpnu roku 2022 se v Mnichově konal druhý ročník European Championships.
V květnu 2005 byl ve městě otevřen fotbalový stadion Allianz Arena. Ve městě sídlí fotbalové kluby FC Bayern Mnichov (hraje v Allianz Areně) a TSV Mnichov 1860 a hokejový klub EHC Red Bull Mnichov.

## Partnerská města

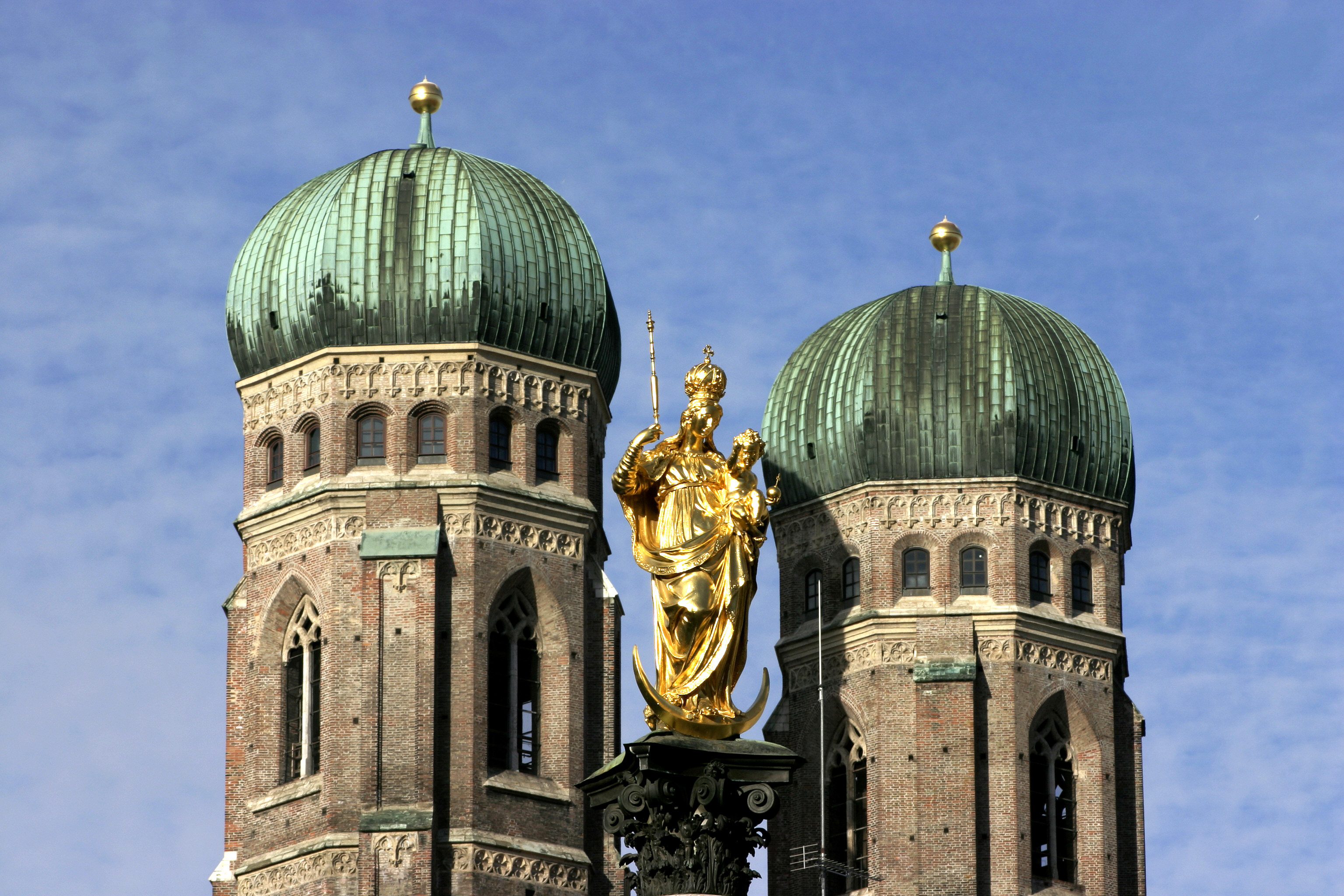
Mariánský sloup

(2024)
- Bordeaux, Francie (1964)
- Cincinnati, Spojené státy americké (1989)
- Edinburgh, Spojené království (1954)
- Harare, Zimbabwe (1996)
- Kyjev, Ukrajina (1989)
- Sapporo, Japonsko (1972)
- Verona, Itálie (1960)
- Beer Ševa, Izrael (2021)